# Jon Parkin
Jonathan Parkin (Barnsley, 30 dicembre 1981) è un ex calciatore inglese, di ruolo attaccante.

## Carriera
Esordisce tra i professionisti nella stagione 1998-1999 all'età di 17 anni con il Barnsley, club della sua città natale ed in cui aveva già giocato nelle giovanili, disputando 2 partite in seconda divisione; l'anno seguente non viene mai impiegato in campionato e disputa solamente una partita in FA Cup ed una partita in Coppa di Lega, mentre nella stagione 2000-2001 gioca 4 partite in seconda divisione; l'anno seguente disputa ulteriori 4 partite di campionato per poi essere ceduto in prestito prima all'Hartlepool Utd e poi allo York City, entrambi in quarta divisione.
A fine stagione viene acquistato a titolo definitivo dallo York City, con cui nella stagione 2002-2003 va a segno per 10 volte in 41 presenze; l'anno seguente dopo 15 presenze e 2 reti viene ceduto al Macclesfield Town, sempre in quarta divisione. Qui, nella stagione 2004-2005 gioca stabilmente da titolare (42 presenze) e realizza 22 reti. L'anno seguente dopo aver messo a segno altri 7 gol in 11 partite viene ceduto a campionato iniziato all'Hull City, club di seconda divisione, con cui conclude la stagione segnando 5 reti in 16 partite di campionato. L'anno seguente segna invece 6 reti in 29 presenze per poi passare in prestito allo Stoke City, sempre in seconda divisione: qui, conclude la stagione segnando per 3 volte in 6 incontri disputati. A fine anno viene acquistato a titolo definitivo, e nella stagione 2008-2009, in cui il club conquista la promozione in Premier League, Parkin gioca 29 partite e segna 2 gol. Nel 2009, dopo un inizio di stagione in cui segna una rete nell'unica presenza stagionale (in Coppa di Lega), passa in prestito al Preston N.E., che l'anno seguente lo acquista a titolo definitivo. Con i Lilywhites trascorre 2 delle migliori stagioni in carriera, andando in doppia cifra in seconda divisione (39 presenze e 11 reti nella stagione 2008-2009, 43 presenze e 10 reti nella stagione 2009-2010); nella stagione 2010-2011 segna poi ulteriori 7 reti in 19 presenze prima di essere ceduto a stagione in corso al Cardiff City, con cui conclude l'annata realizzando un gol in 11 presenze, sempre in seconda divisione.
Nella stagione 2011-2012 segna un gol in 2 partite di Coppa di Lega con il Cardiff e viene poi ceduto in prestito a 3 diversi club: gioca infatti 5 partite in seconda divisione con il Doncaster e poi trascorre alcuni mesi all'Huddersfield Town ed allo Scunthorpe Utd, entrambi in terza divisione. Dal 2012 al 2014 gioca in quarta divisione al Fleetwood Town, andando a segno 17 volte in 53 partite nell'arco del biennio (al termine della seconda stagione conquista inoltre una promozione in terza divisione). Nell'estate del 2014 passa al Forest Green, in National League: nella stagione 2014-2015 ha la sua annata più prolifica in carriera e chiude il campionato con un secondo posto in classifica marcatori (25 reti in 47 presenze, 2 delle quali nei play-off), mentre l'anno seguente va a segno per 13 volte in 39 partite giocate. Nella stagione 2016-2017 segna invece 4 gol in 10 presenze in Football League Two (quarta divisione) con il Newport County per poi fare ritorno in prestito allo York City, con cui realizza 13 reti in 23 presenze, insufficienti ad evitare la retrocessione in National League North (sesta divisione); realizza inoltre anche 3 reti in 5 presenze nel FA Trophy, che il club vince: si tratta del primo trofeo vinto in carriera da Parkin. A fine anno si accasa a titolo definitivo proprio allo York City, con cui trascorre le 2 successive stagioni (le ultime in carriera) in questa categoria, mettendo a segno complessivamente 23 reti in 50 presenze.

## Palmarès

### Club

#### Competizioni nazionali
- FA Trophy: 1

York City: 2016-2017